# International Commission for Air Navigation
Die International Commission for Air Navigation (ICAN), französisch Commission Internationale de Navigation Aérienne (CINA), deutsch etwa Internationale Kommission für Flugnavigation, war die Vorläuferorganisation der internationalen Zivilluftfahrtorganisation ICAO.

## Geschichte
Die ICAN entstand aus der ersten International Air Convention (IAC) von 1919, die anlässlich der Friedenskonferenz in Paris ein internationales Luftfahrtabkommen verabschiedete, welches von 26 der 32 alliierten Staaten unterzeichnet wurde. 1932 wurde das Abkommen vollständig überarbeitet, worauf weitere Staaten ihren Beitritt erklärten. Bis zum Zweiten Weltkrieg hatten 38 Staaten das Abkommen ratifiziert. Die USA waren nicht Mitglied der ICAN.
Durch den Ausbruch des Zweiten Weltkriegs wurde die Tätigkeit der Kommission unterbrochen. 1944 gingen ihre Aufgaben an die neu gegründete ICAO über, an der sich nun auch die USA beteiligten.